# Kavarma
Le kavarma, également appelé kebab kavarma, est un ragoût bulgare mijoté lentement. C'est un plat à base de viande (poulet, veau, porc) et de légumes (champignons, poireaux). Il est traditionnellement élaboré dans un pot d'argile, avec couvercle, appelé gyuvech ou guvetch.
C'est un plat populaire en Bulgarie qui présente de nombreuses variantes en fonction de la région.